# 584 (tal)
584 är det naturliga heltal som följer 583 och följs av 585.

## Matematiska egenskaper
- 584 är ett jämnt tal.
- 584 är ett sammansatt tal.
- 584 är ett defekt tal.

## Inom vetenskapen
- 584 Semiramis, en asteroid.